# Italo-cileni

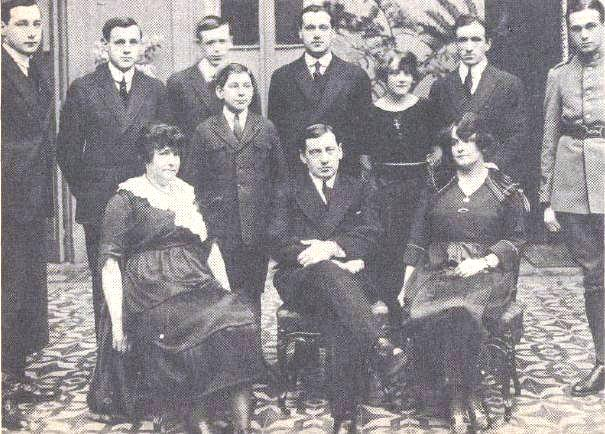
La famiglia Alessandri nel 1920, dalla quale vengono due Presidenti del Cile: Arturo Alessandri (al centro della foto, seduto) e Jorge Alessandri.

Gli italo-cileni o italocileni sono gli italiani emigrati in Cile negli ultimi secoli, ed i loro discendenti.

## Storia
Gli italiani sono presenti in Cile fin dal XVI secolo, dai tempi della conquista spagnola. L'ammiraglio genovese Giovanni Battista Pastene (Juan Bautista Pastene; 1507-1580) partecipò alla conquista della terra al servizio della corona spagnola nella esplorazione delle coste e in supporto alla spedizione di Pedro de Valdivia. Fu anche governatore di Santiago e Valparaíso.
L'emigrazione italiana nel Cile, tuttavia, rimase limitata ad alcune decine di Italiani durante i secoli della colonia spagnola. Tra di loro si segnala la presenza dell'architetto Gioacchino Toesca, che alla fine del XVIII secolo fu chiamato a progettare i grandi edifici pubblici della capitale Santiago, come il Palazzo La Moneda.
Dopo l'indipendenza nel 1818, il governo cileno incoraggiò l'emigrazione europea, ma senza ottenere i risultati della vicina Argentina. La prima ondata di italiani arrivò in Cile nei primi decenni del XIX secolo e si fece più cospicua verso la fine del secolo, quando si ebbe un consistente flusso migratorio di Liguri verso l'area di Valparaíso, dove arrivarono a controllare il 70% del commercio cittadino.  Questi emigranti fondarono il Corpo di Vigili del Fuoco (battezzato "Cristoforo Colombo") della città e la sua "Scuola Italiana Arturo Dell'Oro", il cui edificio è stato dichiarato dal governo cileno Monumento Histórico Nacional.

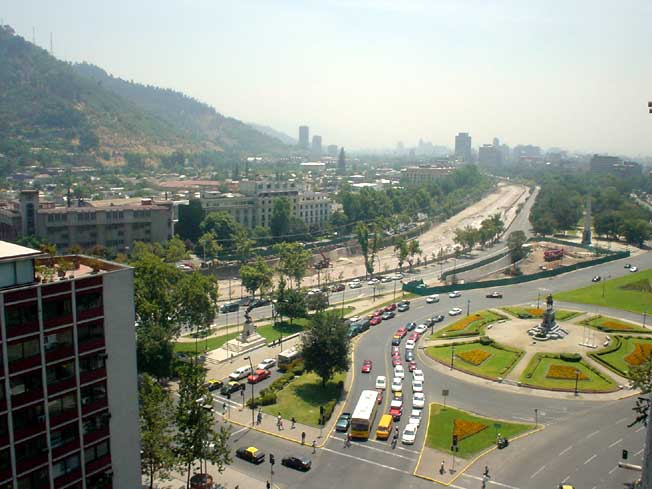
La Plaza Baquedano di Santiago del Cile viene comunemente chiamata Piazza Italia.

Alla fine del secolo XIX numerosi commercianti italiani si radicarono nella zona settentrionale di Arica, dove iniziava lo sfruttamento delle ricche miniere di salnitro. Parallelamente si installarono numerose famiglie italiane nella capitale Santiago, a Iquique, Copiapó, Concepción ed a Punta Arenas.
Nel 1896 il marinaio viareggino Raffaele Nicola Cardinali naufragò sull'isola di Rapa Nui dove si stabilì unendosi ad una donna locale e dando origine a una discendenza di cui fanno parte l'ex sindaco Samuel Cardinali e l'ex governatrice dell'isola Carmen Cardinali Paoa. 
Nel 1904 vi fu un'emigrazione pianificata di 700 emigranti emiliani in una cittadina dell'Araucanía, che fu chiamata "Colonia Nueva Italia" e che ora si chiama Capitan Pastene. In totale, in tutta la zona centro-meridionale del Cile si trapiantarono ai primi del Novecento 7.700 Italiani.
Allo scoppio della prima guerra mondiale, alcuni Italo-cileni tornarono come volontari in Italia, come l'aviatore Arturo Dell'Oro deceduto sui cieli di Belluno nel 1917, al quale è intitolata a Valparaiso una delle principali scuole italiane nel Cile.
Dopo la prima guerra mondiale si può dire conclusa l'emigrazione di massa dall'Italia.
Gli italiani hanno contribuito a creare la nazione cilena, specialmente nel campo del commercio e dell'agricoltura. Gli italiani, ad esempio, insieme con i francesi, hanno introdotto la coltivazione dei famosi vini cileni da haciendas nella Central Valley. Ma l'influenza degli italo-cilena si estende anche al campo delle arti, della musica con Domenico Brescia, insegnante al conservatorio di Santiago, alla pittura di Camilo Mori. In anni più recenti l'imprenditore italiano Anacleto Angelini (1917-2007), giunto dall'Italia nel 1948, ha creato una delle imprese più grandi e più ricche del Sud America (ora AntarChile AC).
Indubbiamente la famiglia italiana che più si è distinta nel Cile è quella degli Alessandri. Giuseppe Pietro Alessandri Tarzo venne nell'Ottocento dalla Toscana come Console del Regno di Sardegna, a Santiago. Tra i suoi discendenti vi sono due presidenti del Cile, Arturo Alessandri (1920-1925 e 1932-1938) e Jorge Alessandri (1958-1964) , e numerosi altri politici, fino al presente.

## La comunità italiana in Cile, oggi

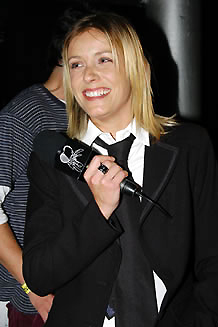
L'Italo-cilena Claudia Conserva, attrice e presentatrice TV

I cittadini italiani oggi (2012) residenti in Cile sono ufficialmente 52.006 (includendo coloro con doppio passaporto)..
Il numero è considerevolmente più alto qualora si considerino gli oriundi italiani, ovvero i cileni di origine italiana. Si ritiene che almeno 150.000 dei 17 milioni di persone oggi residenti in Cile siano di origine italiana. Secondo altre stime giungerebbero fino a 400.000 i residenti cileni con qualche (lontana o vicina) ascendenza italiana, includendo gli Italo-argentini trapiantati nel Cile.  Alcune delle più facoltose famiglie del paese hanno origine italiana; tra questi i Solari, proprietari del gruppo Falabella, fondato a inizio del Novecento da un migrante con questo cognome. Tra le altre famiglie d'origine italiana, vi sono anche gli Angelini-Rossi.
La lingua italiana viene promossa dalla sezione cilena della Dante Alighieri, mentre la stampa italiana comprende:
- La Gazzetta Italiana nel Cile, bimestrale (Santiago del Cile), direttore Nadir Morosi.
- Presenza, quindicinale (Providencia, dal 1969), editore e direttore editoriale Giuseppe Tommasi (Padri Scalabriniani).

Vi sono alcune scuole italiane nel Cile (le più importanti si trovano a Santiago, la "Vittorio Montiglio" ed a Valparaiso, la "Arturo Dell'Oro") ed alcune organizzazioni tutelano e servono la comunità italiana.

### Capitán Pastene
Nella località del meridione cileno chiamata Capitan Pastene si trova attualmente una piccola concentrazione di 2.000 Italo-cileni, che costituiscono la quasi totalità della popolazione locale e che mantengono qualche parola del dialetto italiano dei loro antenati emigrati.
Infatti nel 1904 circa 100 famiglie dalla provincia di Modena vi si trasferirono, in forma organizzata dal governo cileno, per popolare un'area recentemente pacificata dalle truppe cilene nella loro guerra contro le tribù araucane.
Queste famiglie fondarono la "Colonia Nueva Italia", che attualmente si chiama Capitan Pastene e che sta vivendo un revival turistico basato sulla cultura italiana ancora presente nella cittadina.